# Pace di Alais
La pace di Alais, a volte chiamata l'editto di Alès o editto di Grace, fu un trattato siglato tra gli Ugonotti e il re di Francia Luigi XIII il 28 giugno 1629 e venne negoziato dal cardinale Richelieu. Il trattato confermò i principi basilari dell'editto di Nantes, ma conteneva delle clausole addizionali che prevedevano la rinuncia da parte degli ugonotti di ogni diritto politico e la cessione immediata di ogni città e fortezza da essi controllata. La pace pose fine alle guerre di religione che avevano dilaniato la Francia, regolando la posizione degli ugonotti nel regno, ma già nel 1685 Luigi XIV revocò l'editto di Nantes, iniziando una brutale persecuzione dei protestanti francesi.